# Alexandru Vasiliu (folclorist)
Alexandru Vasiliu (Tătăruși, Iași, 15 ianuarie 1876 – 1945) a fost un învățător și folclorist român.
Basmul său cult „Povestea lupului năzdrăvan și a Ilenei Cosînzene” vorbește despre cei doisprezece hoți care fug de un lup și abia peste doisprezece ani se mai reîntâlnesc.

## Lucrări
- Cântece, urături și bocete de-ale poporului, Ed. Progresul, 1909
- Povesti si legende, culese de Alexandru Vasiliu, Ed. Cultura natională, 1927
- Literatură populară din Moldova, Ed. Minerva, 1984
- Basmele românilor Vol. IV, 2004, ISBN 978-6065880191

## Legături externe
- Prof. Ion Ghiban, In memoriam, Alexandru Vasiliu Tătăruși Arhivat în 11 iunie 2020, la Wayback Machine., scoalatatarusi.ro
- Vă cântă un învățător interbelic: Alex Vasiliu, dragusanul.ro

## Vezi și
- Listă de basme românești